# Cayaponia membranacea
Cayaponia membranacea är en gurkväxtart som beskrevs av Gomes-klein. Cayaponia membranacea ingår i släktet Cayaponia och familjen gurkväxter. Inga underarter finns listade i Catalogue of Life.